# Osmia parietina
Osmia parietina (лат.) — вид пчёл рода осмии из трибы Osmiini семейства Мегахилиды. Европа.

## Распространение
Восточная Палеарктика (включая Северную Африку): от Испании, Италии и Франции до Великобритании и Финляндии на севере ареала и на восток до северо-запада европейской части России.

## Описание
Длина около 1 см. Основная окраска почти полностью чёрная, неблестящая (брюшко иногда со слабым бронзовым отблеском). Тело узкое, слабоопушенное (лишь 1-й тергит в светлом опушении). Щёки короткие. Парапсидальные бороздки точечные. Брюшная щётка самок тёмная, без светлых волосков. Брюшко самок и самцов чёрное. На 2-5-м тергитах чёткие светлые перевязи из волосков отсутствуют. Лесная зона.
Гнездятся в полостях, например, в каменных стенах и стволах деревьев (также на скалах и мёртвых ещё стоящих деревьях). Гнездовые ячейки делаются из песчинок или частичек грязи, связанных вместе с помощью слюны или воды, собранной из близлежащих источников. Самки откладывают по одному яйцу в ячейку и наполняются их нектаром и пыльцой, собранной имим с цветов (Lotus corniculatus). В качестве гнездового паразита отмечена оса-блестянка Chrysura hirsuta.
Вид был впервые описан в 1828 году английским энтомологом Уильямом Кёртисом (1746—1799) . Валидный статус вида был подтверждён в ходе ревизии неарктических таксонов рода американскими энтомологами Молли Райтмиер, Терри Грисволдом (Molly G. Rightmyer, Terry Griswold, USDA-ARS Bee Biology and Systematics Laboratory, Utah State University, Logan UT, США) и Майклом Ардусером (Michael S. Arduser, Missouri Department of Conservation, Миссури, США). Таксон Osmia parietina близок к виду Osmia uncinata, отличаясь признаками строения 6-го тергита брюшка.